# Martirio di Policarpo
Il Martirio di Policarpo è un manoscritto scritto sotto forma di lettera che racconta il martirio religioso di Policarpo, vescovo di Smirne (il sito dell'odierna città di Izmir, in Turchia) e discepolo di San Giovanni Apostolo nel II secolo. Costituisce il primo resoconto del martirio cristiano al di fuori del Nuovo Testamento. L'autore del Martirio di Policarpo è sconosciuto, ma è stato attribuito a membri del gruppo dei primi teologi cristiani noti come i Padri della Chiesa. La lettera, inviata dalla chiesa di Smirne ad un'altra chiesa dell'Asia Minore a Filomelio, è in parte scritta dal punto di vista di un testimone oculare, raccontando l'arresto dell'anziano Policarpo, il tentativo dei romani di giustiziarlo con il fuoco, e successivi eventi miracolosi.
La lettera prende spunto sia dai testi del martirio ebraico dell'Antico Testamento che dai Vangeli. Inoltre, il Martirio di Policarpo promuove un'ideologia del martirio, delineando la corretta condotta di un martire.

## Contenuto
L'autore scrive in lode del martirio e deplora un aspirante martire che invece fece sacrifici agli dei romani per salvarsi la vita. Policarpo, ritiratosi in campagna all'età di 86 anni, ha una visione profetica, e si risveglia realizzando che deve essere arso vivo. Simile a Gesù, c'è un tradimento alle autorità, e Policarpo si fa avanti affinché due compagni possano essere liberati, così come il traditore subisce la punizione di Giuda. Policarpo viene portato in uno stadio a Smirne e incoraggiato a giurare da Cesare e affermare così che l'imperatore era un dio. Policarpo rifiuta e gli ufficiali tentano di bruciarlo vivo. Tuttavia, il fuoco lo evita miracolosamente in cerchio, dandogli semplicemente un bagliore celeste. Gli atti riportano che fu circondato ma non toccato dalle fiamme, “non già come carne che brucia, ma come pane che viene cotto”, emanando un odore soave, in ricordo del pane eucaristico (MP 15,2). Invece, Policarpo viene pugnalato; il suo sangue va ovunque, spegnendo il fuoco, simile al sacrificio di Gesù. Gli ebrei influenzano il governatore affinché bruci il corpo in modo da rimuovere ogni prova ed evitare che il suo corpo diventi un santuario. L'autore conclude lodando Policarpo e i martiri in genere.
Il testo contiene anche una polemica contro coloro che ricercano il martirio: Policarpo insegna ad anteporre il bene del prossimo ad avere un vescovo a quello proprio del martirio. Viene criticato il comportamento di un certo Quinto che si era autodenunciato e aveva indotto altre a seguire il suo esempio, ma poi per paura aveva accettato di sacrificare agli dèi.

## Manoscritto
Le moderne edizioni critiche del Martirio di Policarpo (MartPol) sono compilate da tre diverse categorie di manoscritti: sette manoscritti greci, la Storia ecclesiastica di Eusebio di Cesarea del IV secolo e un unico manoscritto latino. I manoscritti greci sono tutti dal X al XIII secolo. Dei sette manoscritti, sei forniscono un resoconto simile del martirio di Policarpo e si ritiene quindi che rappresentino un'unica famiglia di testi. Il settimo manoscritto, invece, noto come Codice di Mosca e risalente al XIII secolo, contiene un capitolo finale più elaborato (22,2-3).
Oltre ai manoscritti greci ci sono anche gli scritti di Eusebio riferiti nella sua Storia Ecclesiastica, scritta intorno al 324-325 d.C. Eusebio riassume pesantemente il martirio e termina il suo racconto al 19.1, omettendo le sezioni conclusive che riguardano la trasmissione del testo, così come i paralleli narrativi della passione.
La versione latina del Martirio risalente al X secolo esiste come altro resoconto del martirio ma non offre alcuna variazione rispetto al testo. Esiste anche una traduzione in antico slavo ecclesiastico.

## Datazione
Esistono poche prove a sostegno della datazione del martirio di Policarpo, sebbene Moss abbia suggerito una data intorno al 200 d.C. In alternativa, gli storici hanno tentato di assegnare una data alla morte effettiva di Policarpo. Varie date sono state proposte per la morte di Policarpo:
- Stimato in 155 d.C. o 156 d.C. (e non oltre il 160 d.C.) a causa dei noti proconsoli dell'Asia, come Quadrato e le dichiarazioni cronologiche in MartPol 21. (Waddington, Turner, Schwartz, Barnes, Dehandschutter, et al.)[8]
- 167 d.C. grazie alla datazione di Eusebio di MartPol al settimo anno del regno di Marco Aurelio. (Telfer, Marrou, Campenhausen, Brind'Amour, et al.)[5][8]
- 177 d.C. come sostenuto da Grégoire e Orgels che la frase "settimo anno" nel racconto di Eusebio è scritta male e significa "diciassettesimo anno" di Marco Aurelio.[8]

## Storicità
Il Martirio di Policarpo, insieme ad altri documenti dei Padri Apostolici, svolge un ruolo centrale nel collegare il Nuovo Testamento e gli scrittori cristiani emergenti nella seconda metà del II secolo, come Giustino Martire e Ireneo. In gioventù si dice che abbia conosciuto gli apostoli e negli ultimi anni anche Ireneo.
Una contestazione delle date potrebbe mettere in dubbio l'autenticità del documento stesso. Parte dello scetticismo nei confronti del testo MartPol si è incentrato sul numero di parallelismi con i racconti della passione dei Vangeli, tra cui la predizione di Policarpo della sua cattura e morte (5,2), l'eirenarca chiamato Erode (6,2), l'arresto di Policarpo "con le armi come se fosse un criminale" (7,1), e Policarpo viene riportato a Smirne su un asino (8,1), eventi miracolosi come la "voce dal cielo" che esorta Policarpo a "Sii forte e sii un uomo!" (9,1). D'altra parte, il fatto di una sovrapposizione di interpretazione non ne invalida necessariamente di per sé la storicità. Inoltre, nessuno degli elementi non miracolosi è completamente non plausibile; il nome Erode, ad esempio, è un nome comune per un ebreo aristocratico e l'associazione dei cristiani con gli asini è ben documentata.
L'aspetto più difficile da accettare come autentico della narrazione è il modo in cui tratta i procedimenti giudiziari romani. Il processo a Policarpo è rappresentato come svolto davanti a uno dei massimi magistrati dell'Impero in un giorno festivo, nel mezzo di uno stadio sportivo, senza uso del tribunale, senza formale accusa legale e senza sentenza ufficiale. Sebbene i processi dei cristiani, e di tutti i sudditi del resto, fossero soggetti al metodo processuale del governatore della cognitio extra ordinem, ciò non spiega ancora la mancanza di un'accusa e di una sentenza legali formali. Questa mancanza di informazioni confonde il caso che il racconto sia storicamente affidabile; la procedura del processo capitale romano sarebbe stata presumibilmente ben nota alla popolazione dell'epoca. Il Martirio di Policarpo è anche una composizione teologica volta a sostenere una particolare comprensione del martirio in relazione al Vangelo cristiano; la domanda è quanto, se del caso, della narrazione provenga da una base storica e quanto sia stato modificato o addirittura inventato per scopi teologici.

## Forma letteraria
Si riconosce che il Martirio di Policarpo assume due forme letterarie. È considerata contemporaneamente una lettera e un atto di martirio.

### Lettera
La costruzione del testo segue un formato epistolare. Nello specifico, si tratta di una lettera inviata dalla chiesa di Smirne alla chiesa di Filomelio ma che doveva essere fatta circolare a tutte le congregazioni della regione. La lettera si attiene alla seguente struttura: un saluto iniziale e benedizione (1,1-2), seguito dal corpo del materiale sulla storia della morte di Policarpo (5,1-18,3), e una chiusura successiva (19,1-20,2). Nel secondo secolo l'autorità dell'apostolo Paolo e delle sue epistole alle congregazioni era già stata stabilita. Così la forma epistolare era ben riconosciuta e usata nella letteratura paleocristiana.

### Atti di martirio
Il Martirio di Policarpo è anche il più antico degli atti del martire come genere nell'antica tradizione cristiana. Questo tema del martirio entra nella letteratura cristiana attraverso la letteratura dei primi martiri ebrei che si trova in 2Mac 6-7, nell'Antico Testamento, e attraverso il racconto della morte di Stefano in Atti 7 nel Nuovo Testamento. I motivi della completa resa della volontà e di un comportamento risoluto di fronte alla sofferenza sono comuni in questi atti che diventerebbero eventi popolari nella mentalità dei cristiani perseguitati.

## Teologia del martirio
Oltre a tentare di edificare il suo pubblico, il testo avanza un'argomentazione per una particolare comprensione del martirio, con la morte di Policarpo come prezioso esempio. La lettera inizia con un'opposizione di due esempi di martiri in cui uno è segnato come buono e l'altro come cattivo. Questi esempi sono nelle sezioni 2-4 della lettera, dove il nobile Germanico di Smirne è lodato per il suo esempio risoluto, così come l'esempio di Quinto che espresse un impulso al martirio e lo cercò. Policarpo serve così come testimonianza del giusto discepolato e imitazione del Signore nel suo martirio.
"Beati e nobili, dunque, sono tutti i martiri avvenuti secondo la volontà di Dio. Perché dobbiamo essere riverenti e attribuire a Dio l'autorità suprema." (2,1)
I parallelismi con la narrazione della passione di Gesù Cristo forniscono convalida e valore alla morte di Policarpo. Questa imitatio Christi diventa centrale in questa teologia del martirio. È dunque il compimento di questa imitazione attraverso la morte, come fece Cristo, che fa del testimone un martire.

## Relazione con le scritture
L'autore del Martirio mostra una conoscenza significativa delle scritture. A cominciare dal caso dell'Antico Testamento che affonda le sue radici nel martirologio ebraico. Per quanto riguarda il Nuovo Testamento troviamo più riferimenti. Il più importante tra loro è la benedizione alla fine dell'introduzione (parallelo a Gd 1,2), l'incarico di pensare sempre agli altri in 1,2 (parallelo a Fil 2,4), il ricordo delle visioni mistiche dei martiri in 2,3 (parallelamente a 1Cor 2,9), l'avvertimento che i cristiani non dovrebbero cercare il martirio in 4,1 (parallelamente a Mt 10,23), il racconto della sottomissione di Policarpo alle autorità in 7,1 (parallelamente ad At 21,14) e infine il osservazione che le autorità governative ricevono il loro potere da Dio in 10,2 (parallelo a Rm 13,1 e 1Pt 2,13-14).
La lettera traccia significativi e profondi parallelismi con i vangeli. Questi esempi includono:
- (7,2-3) Policarpo serve come ospite per un ultimo pasto e agonizza in preghiera prima del suo arresto (Mt 26,36-46)
- (8,1) Ritorno a Smirne su un asino (Mt 21,1-11)
- (9,2-10,1) Interrogatorio di un'alta autorità romana (Gv 18,28)
- (6,1-2) Tradimento da parte di un amico, figura di Giuda (Mt 26,47-49)
- (8,2-3) Interrogatorio di Erode (Lc 23,6-12)
- (7,2) Ospite al pasto finale (Mt 26,17-29)
- (12,2-13,1) Ebrei che incitano alla morte di Policarpo (Gv 19,12-16)
- (5,1) Preghiera per le chiese (Gv 17,1-26)

Tale corrispondenza tra questi eventi e quelli delle narrazioni canoniche della passione potrebbe mettere in dubbio la veridicità storica dei primi. Altri studiosi hanno sostenuto che è difficile stabilire una dipendenza da particolari testi del Nuovo Testamento e hanno indicato l'influenza della filosofia greca e dell'interpretazione biblica paleocristiana sul racconto.